# Stanley Whitney
Stanley Whitney (* 1946 in Philadelphia) ist ein US-amerikanischer Maler, bekannt für seine abstrakten Kompositionen aus rechteckigen Farbflächen.

## Leben und Werk
Stanley Whitney wuchs in einem von Jazzmusik geprägten Umfeld auf, ohne jedoch früh den Zugang zur bildenden Kunst zu finden. Seine künstlerische Laufbahn begann im Alter von 12 Jahren mit ersten Zeichenkursen. Nachdem er sich in seiner Jugend intensiver mit der Malerei beschäftigt hatte, studierte er am Columbus College of Art and Design und am Kansas City Art Institute. Ursprünglich auf Illustration spezialisiert, entdeckte er unter dem Einfluss von Paul Cézanne, Diego Velázquez und Francisco de Goya seine Leidenschaft für die Malerei. 1968 nahm Whitney am Summer Six Artist Residency Program des Skidmore College teil, wo er von Philip Guston und Robert Reed betreut wurde. Sein anschließendes Studium an der Yale University führte ihn zur Arbeit mit Acrylfarben und experimentellen Maltechniken. Er legte 1972 den Master an der Yale University ab.

## Entwicklung zur Abstraktion
Stanley Whitneys Frühwerk war geprägt von Porträts und Landschaften, die später von abstrakten Kompositionen abgelöst wurden. In den 1980er Jahren wandte er sich der Ölmalerei zu und schuf kreisförmige Farbfelder und gestische Linien. Reisen nach Italien und Ägypten in den 1990er Jahren inspirierten ihn zu einer stärkeren Konzentration auf räumliche Strukturen und Farbkompositionen. In Ägypten entdeckte Whitney die Möglichkeit, Raum allein durch Farbe darzustellen, was eine entscheidende Wende in seiner künstlerischen Entwicklung bedeutete.

## Das charakteristische Raster
Ab 2002 etablierte Whitney das für ihn typische Rasterformat, das aus vier horizontalen Reihen von Farbblöcken besteht, die durch dicke Linien voneinander getrennt sind. Diese Werke zeichnen sich durch subtile Farbvariationen, sichtbare Pinselstriche und eine Betonung der Materialität der Farbe aus. Inspiriert von Künstlern wie Giorgio Morandi strebte Whitney in seinen Werken nach Einfachheit und Stille.

„Im Werk Stanley Whitneys werden zwei fundamentale Aspekte der abstrakten Malerei - Farbe und Struktur - zu Farbe als Struktur. Blöcke von Grün, Gelb, Hell- und Dunkelrot, Orange und Blau reihen sich aneinander, manchmal überschneiden sie sich, während sie sich in vier oder fünf Ebenen übereinander türmen. Zwischen zwei Reihen verlaufen horizontale Linien, sie verbinden und trennen zugleich. In den unteren Ebenen sind die Blöcke, quadratisch oder rechteckig, meist kleiner: sie wirken gesetzt, zusammengedrückt unter dem Gewicht der anderen, so wie es in tiefen geologischen Schichten der Erde passiert. Das Quadrat wird zur Quintessenz der Arbeiten Stanley Whitneys.“

Whitney war 2003 Teilnehmer der 50. Biennale di Venezia und 2017 der documenta 14 in Kassel und Athen.

## Auszeichnungen (Auswahl)
- 1996: Guggenheim-Stipendium
- 2002: Pollock-Krasner Foundation
- 2010: American Academy of Arts and Letters
- 2011: Robert De Niro, Sr. Preis für Malerei

## Ausstellungen (Auswahl)
- 2024: Buffalo AKG Art Museum, Stanley Whitney: How High the Moon, 9. Februar 2024 bis 26. Mai 2024